# Isotria verticillata
Isotria verticillata är en orkidéart som först beskrevs av Henry Ernest Muhlenberg och Carl Ludwig von Willdenow, och fick sitt nu gällande namn av Constantine Samuel Rafinesque. Isotria verticillata ingår i släktet Isotria och familjen orkidéer. Inga underarter finns listade i Catalogue of Life.

## Bildgalleri

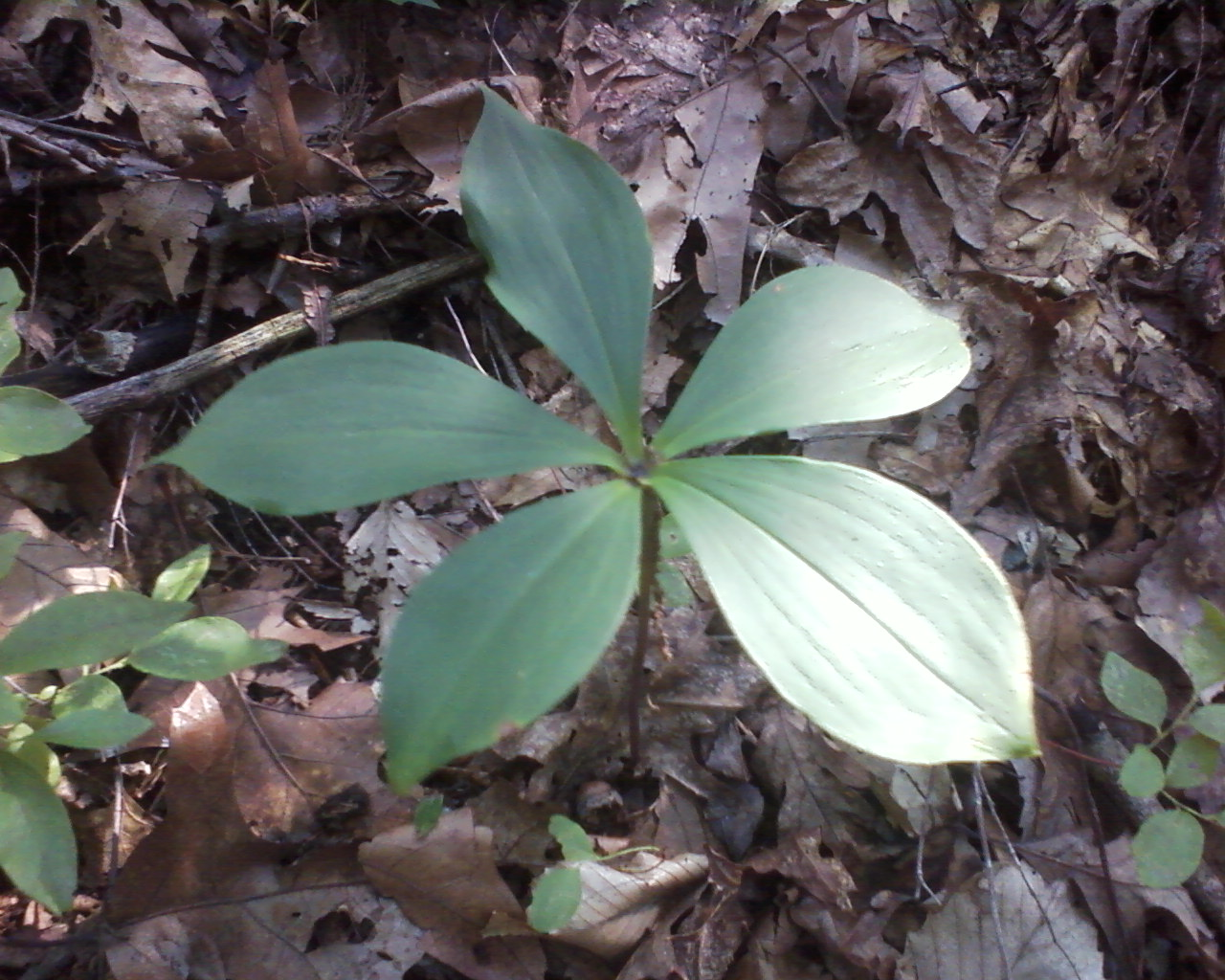
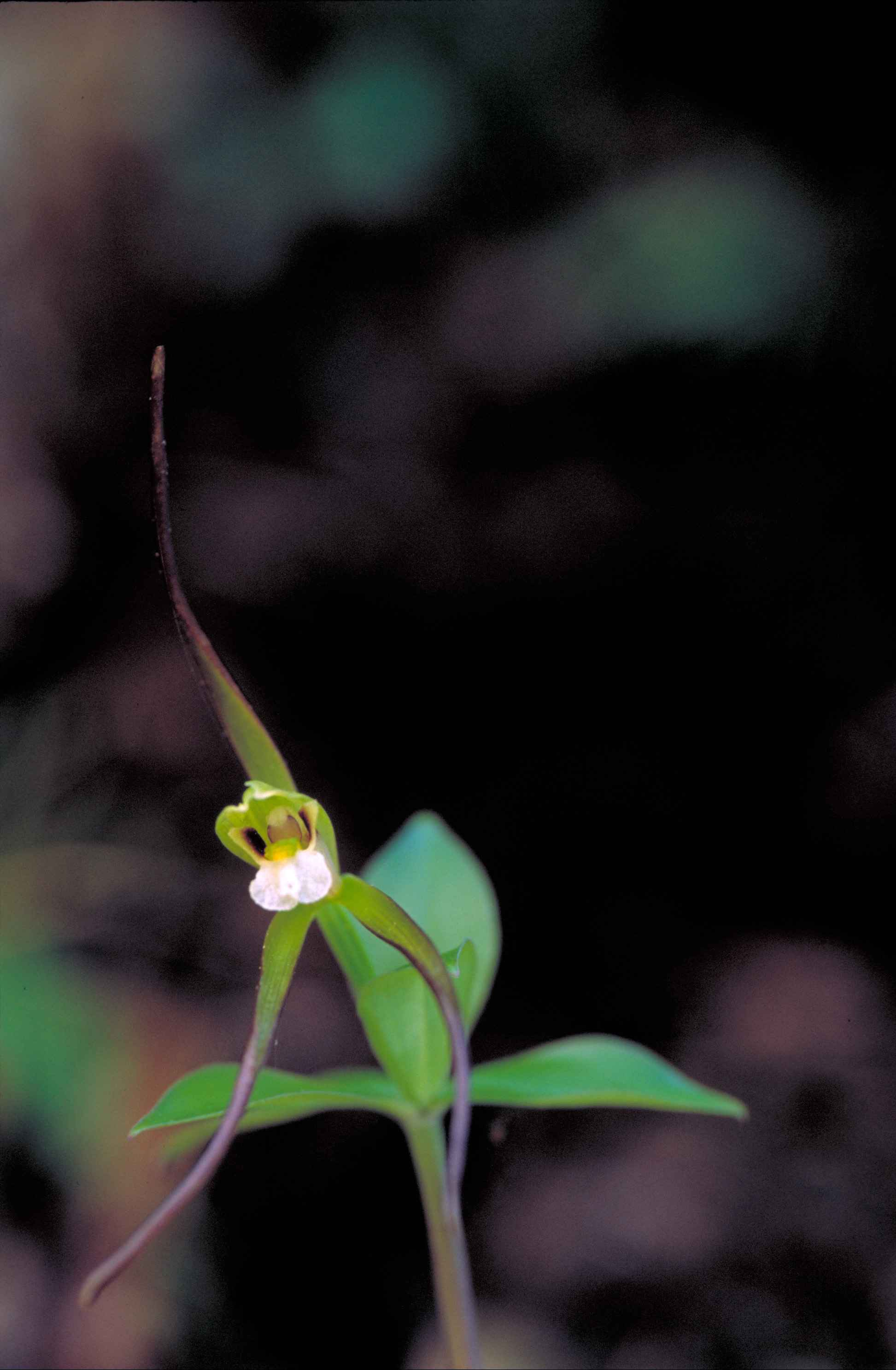
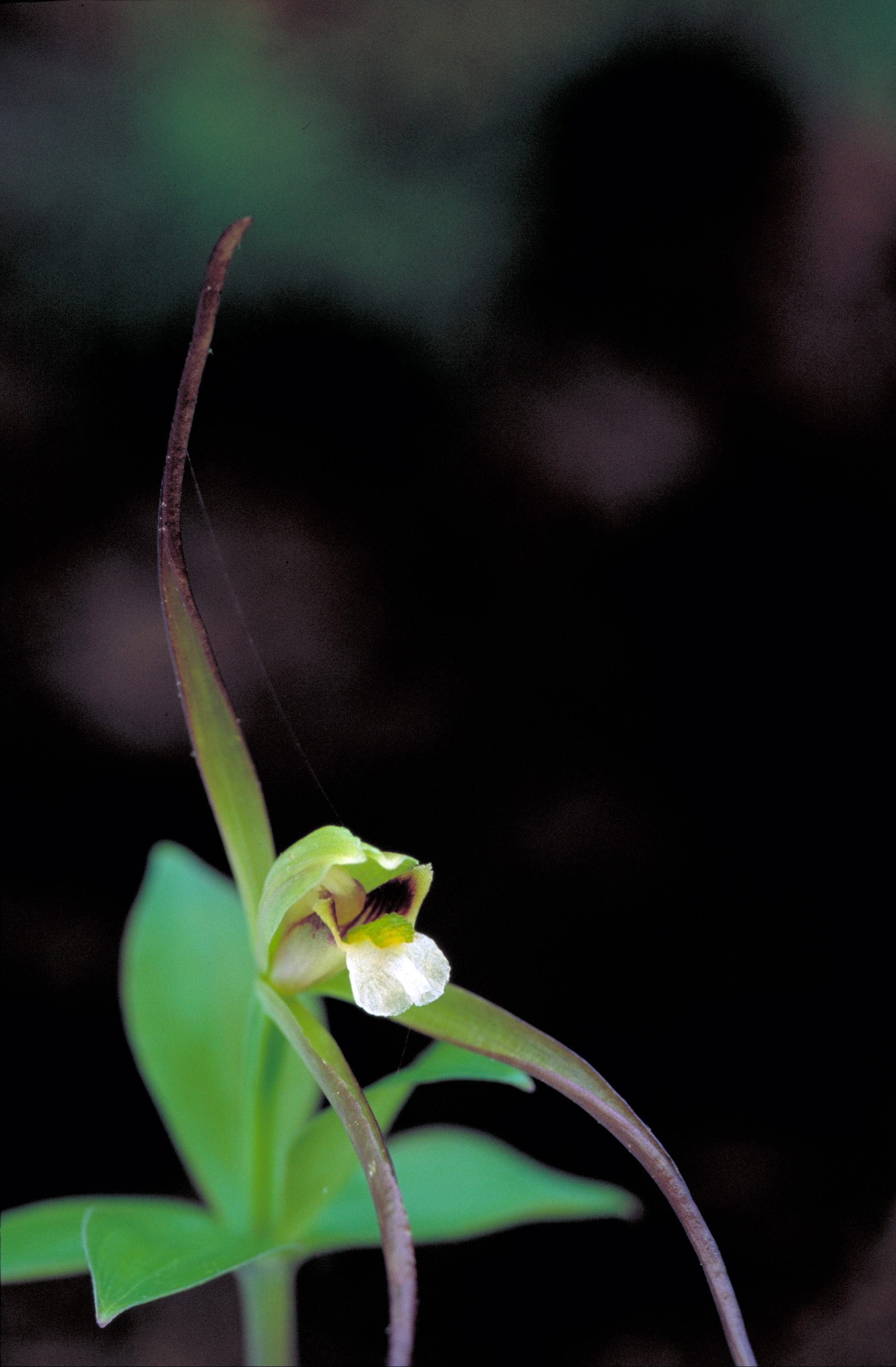